# とっても不幸な幸運
『とっても不幸な幸運』（とってもふこうなこううん）は畠中恵著の連作短編集。2005年3月に双葉社から刊行された。「酒場」という名の酒場に集まる人々およびその関係者に起きる不思議な出来事を描く短編小説集である。

## 概要
「酒場」は新宿東口にほど近いビルの地下1階にある。本作品では短編ごとに主人公的な人物が異なり、「酒場」の二代目オーナー店長・小牧洋介がそれらの話をつなぐ狂言回し役を務める。第6話を除き、各話では百円ショップで売られている「とっても不幸な幸運」と名のついた缶を開けた後に引き起こされる不思議な出来事を、どのように解決するかという内容になっている。その結果が、不幸であるか幸運であるかは別として、各話の主人公的人物は、缶を開ける前とは異なる決意や考え方を持つようになる。
畠中恵の作品は、しゃばけシリーズなどの時代物の比重が高く、2008年4月現在では現代物は3作品に過ぎないが、本書はその現代物の1つである。

## 書籍情報
- 単行本：2005年3月22日発売[1]、双葉社、ISBN 978-4-57-523519-7
- 文庫本：2008年3月11日発売[2]、双葉文庫、ISBN 978-4-57-551187-1
- 文庫新装版：2019年5月16日発売[3]、双葉社文庫、ISBN 978-4-57-552219-8